# Eisberg (Oberpfälzer Wald)
Der Eisenberg bei Moosbach ist ein 771 m ü. NHN hoher Berg, er liegt südlich der Ortschaft Rückersrieth und gehört zur Gemeinde Moosbach im östlichen Teil des Landkreises Neustadt an der Waldnaab. Er ist die höchste Erhebung der Gemeinde. In Aufzeichnungen des Vermessungsamtes und betagten Urkunden führt der Berg auch die Bezeichnung Eisberg, Ameisenberg, Romersberg oder Radmannsberg. In der Bevölkerung ist der Name Eisberg verbreitet. Im Jahr 2013 wurde nach Aufforderung des zuständigen Vermessungsamtes der Name Eisenberg als nunmehr offizielle Benennung festgelegt.
Im Mittelalter wurden im Bereich der Erhebung Erze zur Eisengewinnung abgebaut. 
In den Tagen des Kalten Krieges war dort eine Dauereinsatzstellung (DEST) des Tieffliegermeldedienstes TMLD der Bundeswehr eingerichtet. Es wurden feste Einrichtungen, Unterkünfte sowie Unterstellmöglichkeiten für technisches Gerät errichtet. Mit dem Ende des Kalten Krieges entfiel auch die Notwendigkeit einer derartigen Luftüberwachung und man gab die Stellung auf dem Eisenberg auf.
Das umzäunte Gelände und die nun privat genutzte Baracke sind noch Zeugnisse dieser Vergangenheit.
Die genaue Bezeichnung der Stellung auf dem Eisenberg lautete Naila, 16./Fernmelderegiment 32 (Frankenwald-Kaserne)(Honey Pot), kurz 16./FmRgt 32 Naila; Echo 4: Moosbach-Rückersrieth / Eisberg.
Am Eisenberg befindet sich eine Langlaufloipe mit 6 km Länge. Eine touristische Nutzung des ehemaligen Militärareals erwies sich für die Kommune als nicht realisierbar.